# André Alves
Pour les articles homonymes, voir dos Santos et Alves (homonymie).
André Alves dos Santos, né le 15 octobre 1983 à Dourados, est un footballeur brésilien. Il évolue au poste d'attaquant.

## Carrière
- 2002-2004 :  União Barbarense
- 2005 :  Esporte Clube União Suzano
- 2005 :  Budapest Honvéd
- 2005-2008 :  Kaposvári Rákóczi
- 2008 : →  Luch-Energia Vladivostok (prêt)
- 2009-2012 :  Videoton FC
- 2012-2013 :  Omonia Nicosie
- 2013-2014 :  Dubai Club
- 2014 :  Panetolikós FC[1]

## Palmarès
Videoton FC
- Champion de Hongrie en 2011.
- Vainqueur de la Supercoupe de Hongrie en 2011.
- Finaliste de la Coupe de Hongrie en 2011.

 Omonia Nicosie
- Vainqueur de la Coupe de Chypre en 2012.
- Vainqueur de la Supercoupe de Chypre en 2012.

## Distinctions personnelles
- Meilleur buteur du championnat de Hongrie en 2011 avec 24 buts.
- Meilleur buteur du championnat de Chypre en 2016 avec 19 buts.
- Élu meilleur joueur du championnat de Hongrie en 2011.